# UFC on FOX 19
UFC on FOX 19: Teixeira vs. Evans（ユーエフシー・オン・フォックス・ナインティーン：テイシェイラ・バーサス・エヴァンス）は、アメリカ合衆国の総合格闘技団体「UFC」の大会の一つ。2016年4月16日、フロリダ州タンパのアマリー・アリーナで開催された。

## 大会概要
本大会ではグローバー・テイシェイラとラシャド・エヴァンスによるライトヘビー級ワンマッチが組まれた。
CFFCライト級王者ダレル・ホーチャーがUFCデビュー。

## 試合結果

### アーリープレリム
第1試合 ウェルター級ワンマッチ 5分3R
○  エリゼウ・ザレスキ・ドス・サントス vs.  オマリ・アフメドフ ×
3R 3:03 TKO（膝蹴り）
第2試合 ミドル級ワンマッチ 5分3R
○  セザール・フェレイラ vs.  オルワレ・バンブーシェ ×
3R終了 判定3-0（29-28、29-28、29-27）
第3試合 バンタム級ワンマッチ 5分3R
○  ジョン・ドッドソン vs.  マニー・ガンブリャン ×
1R 0:47 TKO（スタンドパンチ連打）

### プレリミナリーカード
第4試合 ウェルター級ワンマッチ 5分3R
○  マイケル・グレイブス vs.  ランディ・ブラウン ×
2R 2:31 リアネイキドチョーク
第5試合 ウェルター級ワンマッチ 5分3R
○  サンチアゴ・ポンジニッビオ vs.  コート・マッギー ×
1R 4:15 TKO（スタンドパンチ連打）
第6試合 女子バンタムワンマッチ 5分3R
○  ラケル・ペニントン vs.  ベチ・コヘイア ×
3R終了 判定2-1（29-28、28-29、29-28）
第7試合 ライト級ワンマッチ 5分3R
○  マイケル・キエーザ vs.  ベニール・ダリウシュ ×
2R 1:20 リアネイキドチョーク

### メインカード
第8試合 フェザー級ワンマッチ 5分3R
○  カブ・スワンソン vs.  ハクラン・ディアス ×
3R終了 判定3-0（29-28、29-28、29-28）
第9試合 160ポンド契約ワンマッチ 5分3R
○  ハビブ・ヌルマゴメドフ vs.  ダレル・ホーチャー ×
2R 3:38 TKO（パウンド）
第10試合 女子ストロー級ワンマッチ 5分3R
○  ローズ・ナマユナス vs.  ティーシャ・トーレス ×
3R終了 判定3-0（29-28、29-28、29-28）
第11試合 ライトヘビー級ワンマッチ 5分5R
○  グローバー・テイシェイラ vs.  ラシャド・エヴァンス ×
1R 1:48 KO（スタンドパンチ連打）

### 各賞
ファイト・オブ・ザ・ナイト： エリゼウ・ザレスキ・ドス・サントス vs. オマリ・アフメドフ
パフォーマンス・オブ・ザ・ナイト： グローバー・テイシェイラ、マイケル・キエーザ
各選手にはボーナスとして5万ドルが支給された。

### カード変更
負傷などによるカードの変更は以下の通り。
- カイオ・マガリャエス → オルワレ・バンブーシェ（第2試合）

- トニー・ファーガソン → ダレル・ホーチャー（第9試合）

- マウリシオ・ショーグン → グローバー・テイシェイラ（第11試合）

- リョート・マチダ vs. ダン・ヘンダーソン → マチダの薬物検査失格により中止

- ドリュー・ドーバー vs. イスラム・マカチェフ → マカチェフの薬物検査失格により中止